# Медоядови
Медоядови (Meliphagidae), наричани също Медояди и Медосмукачи, са семейство дребни до средноголеми птици от разред Врабчоподобни (Passeriformes).
Включва близо 200 вида, разпределени в около 50 рода. Медоядовите са разпространени в Австралазия и Океания с един вид на остров Бали. Хранят се главно с цветен нектар, като играят важна роля за опрашването на растенията в Австралазия.

## Родове
Семейство Meliphagidae – Медоядови
- Acanthagenys
- Acanthorhynchus
- Anthochaera
- Anthornis
- Ashbyia
- Bolemoreus
- Caligavis
- Certhionyx
- Cissomela
- Conopophila
- Entomyzon – Синьолики медосмукачи
- Epthianura
- Foulehaio
- Gavicalis
- Gliciphila
- Glycichaera
- Glycifohia
- Grantiella
- Guadalcanaria
- Gymnomyza
- Lichenostomus
- Lichmera
- Macgregoria
- Manorina
- Meliarchus
- Melidectes
- Melilestes
- Meliphaga
- Melipotes
- Melithreptus
- Melitograis
- Myza
- Myzomela
- Nesoptilotis
- Oreornis
- Philemon
- Phylidonyris
- Plectorhyncha
- Prosthemadera
- Ptiloprora
- Ptilotula
- Purnella
- Pycnopygius
- Ramsayornis
- Stomiopera
- Stresemannia
- Sugomel
- Timeliopsis
- Trichodere
- Xanthotis